# Клёновское (поселение, Москва)
Поселение Клёновское — бывшее муниципальное образование и административная единица со статусом поселение в составе Троицкого административного округа Москвы. Административный центр — село Клёново. Согласно проекту расширения территории Москвы, с 1 июля 2012 года входило в состав города. Упразднено 8 мая 2024 года в процессе административно-территориальной реформы ТиНАО. Правопреемником поселения Клёновское являются органы местного самоуправления и управа района Вороново.
Глава администрации Чигаев Алаудин Мухамедович, глава поселения и председатель Совета депутатов Зенин Вячеслав Николаевич.
По принятому в 2024 году закону города поселение преобразуется, части его территории отходят муниципальным округам Вороново и Краснопахорский .

## Географические данные
Общая площадь — 117,72 км². Муниципальное образование находится в юго-восточной части Троицкого административного округа и граничит с:
- поселением Щаповское (на севере);
- городским округом Подольск (на востоке);
- Чеховским городским округом (на юго-востоке);
- поселением Вороновское (на юго-западе и западе);
- поселением Краснопахорское (на северо-западе).

Климат в поселении — умеренно континентальный, формирующийся за счёт приходящего с запада влажного воздуха Атлантики. Лето тёплое, зима умеренно-холодная с устойчивым снежным покровом.
По территории поселения протекают несколько рек, в том числе Моча (приток Пахры), Волчек, Киселёво, Трешня.

## Население
| 2010  | 2012  | 2013  | 2014  | 2015  | 2016  | 2017  | 2018  | 2019  | 2020  |
| ----- | ----- | ----- | ----- | ----- | ----- | ----- | ----- | ----- | ----- |
| 2659  | ↗2940 | ↗3121 | ↗3143 | ↗3201 | ↗3287 | ↗3321 | ↗3617 | ↗4116 | ↗4238 |
| 2021  | 2023  | 2024  |       |       |       |       |       |       |       |
| ↗5289 | ↗5609 | ↗5747 |       |       |       |       |       |       |       |

### Национальный состав
По итогам переписи населения 2020 года проживали следующие национальности (национальности менее 0,1 % и другое, см. в сноске к строке «Другие»):
| Национальность | Численность, чел. | Доля     |
| -------------- | ----------------- | -------- |
| Русские        | 4358              | 82,40 %  |
| Татары         | 34                | 0,64 %   |
| Украинцы       | 26                | 0,49 %   |
| Таджики        | 22                | 0,42 %   |
| Армяне         | 18                | 0,34 %   |
| Корейцы        | 11                | 0,21 %   |
| Чуваши         | 10                | 0,19 %   |
| Белорусы       | 9                 | 0,17 %   |
| Табасараны     | 8                 | 0,15 %   |
| Узбеки         | 7                 | 0,13 %   |
| Другие         | 786               | 14,86 %  |
| Итого          | 5289              | 100,00 % |

## Состав поселения
| №  | Населённый пункт | Тип населённого пункта       | Население | ОКАТО          |
| -- | ---------------- | ---------------------------- | --------- | -------------- |
| 1  | Акулово          | деревня                      | ↘33       | 45 298 558 102 |
| 2  | Вяткино          | деревня                      | ↗10       | 45 298 558 103 |
| 3  | Давыдово         | деревня                      | ↗75       | 45 298 558 104 |
| 4  | Дубовка          | деревня                      | ↗31       | 45 298 558 105 |
| 5  | Жохово           | деревня                      | ↗20       | 45 298 558 106 |
| 6  | Зыбино           | деревня                      | ↘10       | 45 298 558 107 |
| 7  | Киселёво         | деревня                      | ↗40       | 45 298 558 108 |
| 8  | Клёново          | село, административный центр | ↘2177     | 45 298 558 101 |
| 9  | Коротыгино       | деревня                      | ↘4        | 45 298 558 109 |
| 10 | Лукошкино        | деревня                      | ↗100      | 45 298 558 110 |
| 11 | Маврино          | деревня                      | ↗16       | 45 298 558 111 |
| 12 | Мешково          | деревня                      | ↗16       | 45 298 558 112 |
| 13 | Никоново         | деревня                      | ↗6        | 45 298 558 113 |
| 14 | Починки          | деревня                      | ↗12       | 45 298 558 114 |
| 15 | Сальково         | село                         | ↗13       | 45 298 558 115 |
| 16 | Свитино          | деревня                      | ↗11       | 45 298 558 116 |
| 17 | Старогромово     | деревня                      | ↗6        | 45 298 558 117 |
| 18 | Товарищево       | деревня                      | →2        | 45 298 558 118 |
| 19 | Чегодаево        | деревня                      | ↗7        | 45 298 558 119 |
| 20 | Чернецкое        | деревня                      | ↗45       | 45 298 558 120 |
| 21 | Чириково         | деревня                      | ↗25       | 45 298 558 121 |
| 22 | Юрово            | деревня                      | ↘0        | 45 298 558 122 |

Также в состав поселения входят 63 СНТ.

## История
Клёновский сельсовет был образован после Октябрьской революции в составе Клёновской волости Подольского уезда Московской губернии. По данным Всесоюзной переписи населения 1926 года в сельсовет входили село Клёново, деревня Киселёво, клёновская больница и совхоз «Клёново».
В 1929 году вошёл в состав Подольского района образованной Московской области, при этом к нему была присоединена территория упразднённого Давыдовского сельсовета.
Постановлением Московского областного исполнительного комитета от 17 июля 1939 года № 1559 и утверждающим его указом Президиума Верховного совета РСФСР от 17 августа 1939 года деревня Дубовка была передана Лукошкинскому сельсовету, а деревня Киселёво — Сатинскому, параллельно с этим в состав сельсовета вошли селения Сальково, Свитино и Чегодаево упразднённого Сальковского сельсовета.
В июне 1954 года в состав сельсовета были включены территории упразднённых Жоховского, Лукошкинского и Мавринского сельсоветов, а спустя полгода — населённый пункт Товарищево Красно-Пахорского сельсовета Калининского района.
2 июля 1959 года сельсовету были переданы деревни Канищево и Чернецкое Ходаевского сельсовета Серпуховского района.
В 1963 году Подольский район был упразднён, и до начала 1965 года Клёновский сельсовет находился в составе Ленинского укрупнённого сельского района, после чего был передан восстановленному Подольскому району.
В марте 1982 года в состав сельсовета вошли селения Акулово и Киселёво Щаповского сельсовета.
В январе 1987 года были ликвидированы и сняты с учёта деревни Никулино и Подзолово.
Постановлением от 3 февраля 1994 года № 7/6 Московская областная дума утвердила положение о местном самоуправлении в Московской области, согласно которому сельсоветы как административно-территориальные единицы были преобразованы в сельские округа.
В рамках реформы местного самоуправления и в соответствии с Законом Московской области от 28 февраля 2005 года № 65/2005-ОЗ «О статусе и границах Подольского муниципального района и вновь образованных в его составе муниципальных образований» на территории Подольского района было образовано сельское поселение Клёновское, в состав которого вошли 22 населённых пункта позже упразднённого Клёновского сельского округа. Устав сельского поселения был принят 11 июня 2009 года.
С 1 июля 2012 года сельское поселение Клёновское вошло в состав Троицкого административного округа Новой Москвы, при этом из его названия было исключено слово «сельское».

## Органы местного самоуправления
Структуру органов местного самоуправления поселения Клёновское составляют:
- Совет депутатов поселения Клёновское;
- глава поселения Клёновское;
- администрация поселения Клёновское.

Совет депутатов поселения Клёновское состоит из депутатов, избираемых на муниципальных выборах на основе всеобщего равного и прямого избирательного права при тайном голосовании сроком на 5 лет. Совет депутатов поселения Клёновское состоит из 10 депутатов.
Почтовый адрес главы, администрации и Совета депутатов поселения Клёновское: 142136, Московская область, Подольский район, с. Клёново, ул. Центральная, стр. 8.

## Экономика и инфраструктура
Основа местной экономики — сельское хозяйство и животноводство. Посевная площадь сельскохозяйственных культур в хозяйствах населения сельских поселений по состоянию на 2009 года — 93 гектар (из них 77 — под картофель). Крупнейшее предприятие поселения — ГУП э/х «Кленово-Чегодаево», занимающееся разведением и содержанием племенного крупного рогатого скота мясо-молочного направления, производством молочных продуктов.
Общая протяжённость автодорог общего пользования местного значения на конец 2009 года — 42,8 км, из них с твёрдым покрытием — 41,4 км.
Число самостоятельных больничных учреждений и отделений в составе больничных учреждений и других ЛПУ — 1 единица. 1 дошкольное образовательное учреждение, 1 общеобразовательное учреждение. 1 учреждение культурно-досугового типа, 1 библиотека.

## Достопримечательности
Памятники архитектуры и садово-паркового искусства поселения:
- Парк усадьбы «Воскресенское-Савино»
- Парк усадьбы «Вяткино»
- Усадьба «Жохово»
- Усадьба «Клёново»
- Церковь Николая Чудотворца (1789—1791)
- Остатки усадьбы «Окулово»
- Церковь Благовещения Богородицы (1709)
- Церковь Иконы Богородицы Казанской (1755)
- Парк усадьбы «Чегодаево»
- Часовня
- Парк усадьбы «Чириково»